# قشلاق حسن‌کنگرلو (خداآفرین)
قشلاق حسن‌کنگرلو یکی از روستاهای استان آذربایجان شرقی است که در دهستان گرمادوز شرقی بخش گرمادوز شهرستان کلیبر واقع شده‌است.